# Альраун
Альрауны (нем. Alraune) — в средневековом фольклоре европейских народов духи низшего порядка, крохотные существа, обитающие в корнях мандрагоры, очертания которых напоминают собой человеческие фигурки. Альрауны дружелюбны к людям, однако не прочь подшутить над ними, порой весьма жестоко. Это оборотни, способные превращаться в кошек, червей и маленьких детей. Они приходятся дальними родственниками кобольдам.
Предание гласит, что с годами альрауны поменяли образ жизни: им настолько понравилось тепло и уют в людских домах, что они стали переселяться туда. Перед тем как перебраться на новое место, альрауны, как правило, испытывают людей: рассыпают по полу всякий мусор, кидают в молоко комья земли или куски коровьего кизяка. Если люди не выметают мусор и выпивают молоко, альраун понимает — здесь вполне можно обосноваться. Прогнать его практически невозможно: даже если дом сгорел и люди куда-либо переезжают, альраун следует за ними.

## Мифы о происхождении

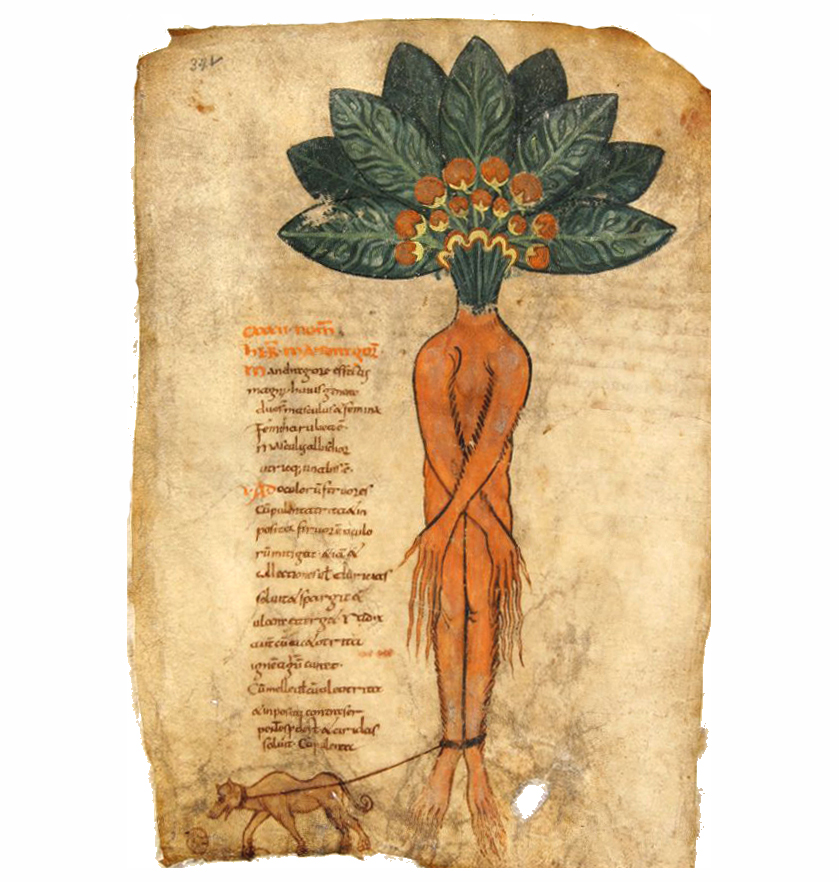
Корень мандрагоры с собакой на поводке. Иллюстрация из травника Pseudo-Apuleius.

Антропоморфный символизм отражала идентификация альраунов с человекоподобными корнями мандрагоры. Когда корень вырывают из земли, слышится громкий стон альраунов. Всякому услышавшему этот стон суждено умереть, поэтому, чтобы отвести от себя месть альраунов, при выкапывания мандрагоры использовались домашние животные, которых привязывали к растению. Смерть должна была постигнуть не человека, а к примеру, собаку.
В неоязыческих движениях, таких как викка и одинизм, фигурки альраунов изготавливались в качестве оберега. Материалом для них служила, как правило, рябина. Магическое предписание по изготовлению альраунов гласило:
Ночью, когда луна возрастает, вокруг рябины начертите по часовой стрелке круг ритуальным ножом с черной ручкой, призывая имя Херты. Сделав это, поливайте дерево в течение лунного месяца такой же смесью, которая использовалась для мандрагоры, выбирая достаточно толстую ветвь для вырезания и провозглашая имя Херты. По прошествии лунного месяца отделите выбранную ветку ритуальным ножом с черной ручкой и вырежьте из неё маленькое изображение, от 15 до 20 см длиной, используя заклинание, как и при изготовлении мандрагоры, до тех пор, пока не выполните работу. Окурите изображение в дыму вербены. Чтобы завершить изготовление альрауна, спите с ним в своей постели в полнолуние. Альраун должен помещаться около очага, чтобы выполнять заклинания и защищать дом.

## В литературе
В литературу альрауна вводит Ахим фон Арним. В повести «Изабелла Египетская, первая любовь императора Карла V» (1812) альраун появляется в качестве «денежного человечка», выращенного героиней из корня мандрагоры. В повести это нечистый дух, ищущий клады для Карла V.
Одно из наиболее известных упоминаний этого существа в литературе — роман Ганса Гейнц Эверса «Альрауне». Герой романа узнаёт о старинном немецком предании, в котором рассказывается, что мандрагора (альрауне) якобы вырастает из последнего семени повешенных преступников, которые теряют его, когда им ломают шею во время казни. Он предлагает своему дяде-генетику создать подобное существо в человеческом обличье, искусственно оплодотворив проститутку семенем преступника, которое тот потерял во время казни. В результате на свет (а рождается она в полночь) появляется очень красивая девочка с необыкновенными способностями: юная Альрауне может заставлять людей исполнять любые свои желания, часто весьма жестокие и изощренные, обладает даром внушения, приносит опекуну—генетику богатство. В то же время все, кто попадают под её влияние, впоследствии обречены на смерть.
Эрнест Теодор Амадей Гофман сравнивает с альрауном героя своей повести «Крошка Цахес, по прозванию Циннобер». Маленький Циннобер описывается следующим образом: «Бедная женщина по справедливости могла плакать на мерзкого уродца, которого родила два с половиной года назад. То, что с первого взгляда можно было вполне принять за диковинный обрубок корявого дерева, на самом деле был уродливый, не выше двух пядей ростом, ребёнок, лежавший поперек корзины, — теперь он выполз из неё и с ворчанием копошился в траве. Голова глубоко ушла в плечи, на месте спины торчал нарост, похожий на тыкву, а сразу от груди шли ножки, тонкие, как прутья орешника, так что весь он напоминал раздвоенную редьку. Незоркий глаз не различил бы лица, но, вглядевшись попристальнее, можно было приметить длинный острый нос, выдававшийся из-под чёрных спутанных волос, да маленькие чёрные искрящиеся глазёнки, — что вместе с морщинистыми, совсем старческими чертами лица, казалось, обличало маленького альрауна». Позже маг Проспер Альпанус демонстрирует герою книгу с движущимися изображениями альраунов. Некоторые из них действительно напоминают Циннобера.
Также альраун в виде мандрагоры упоминается в книге Джоан Роулинг «Гарри Поттер и Тайная комната». Девочке-альрауну посвящена фантастическая повесть российской писательницы Анны Семироль «Седые травы» (2011), действие которой происходит в викторианской Англии.